# Shogo Asada
Shogo Asada (麻田 将吾 Asada Shogo?, Nagano,  6 de julio de 1998) es un futbolista japonés que juega como defensa en el Kyoto Sanga F. C.<referencia>J. League (en japonés)</ref>

## Trayectoria

### Clubes
| Club                       | País  | Año       |
| -------------------------- | ----- | --------- |
| Kyoto Sanga F. C.          | Japón | 2017-     |
| Kamatamare Sanuki (cedido) | Japón | 2018-2019 |